# パキスタン・モスク立てこもり事件
パキスタン・モスク立てこもり事件（パキスタン・モスクたてこもりじけん）は、2007年7月3日にパキスタンの首都イスラマバードでイスラム教の神学生らが治安部隊と衝突し、その後モスクに人質を取って立てこもった事件。イスラーム過激派アルカーイダとの関連が指摘されている。

## 事件の経過

### 背景
学生らは政府に対し、かつて隣国アフガニスタンの大半を支持していたターリバーンが主張するような厳格な社会的価値を要求、数カ月にわたり当局との緊張が高まっていた。パキスタン政府は国営放送を通じ、あくまで対話による解決を目指すと伝えるが、学生らはモスクに立てこもることとなる。
学生らが蜂起した背景にはモスクの最高指導者マウラーナー・アブドゥル・アズィーズ師の影響が大きいとされている。アズィーズ師は当時のパルヴェーズ・ムシャラフ政権が進めようとしていた教育改革（マドラサへの近代教育の導入）に反対する急先鋒（せんぽう）であった。当時のムシャラフ大統領を「アフガニスタンやイラクで罪のないイスラム教徒を殺害している米英の手先」として批判してきた。アズィーズ師はターリバーンとの深いつながりが指摘されており、パキスタン当局からは、米国大使館へのテロ攻撃を計画したことや、国際テロ組織アルカーイダのメンバーを匿ったことなど15の容疑がかけられていた。2007年になって学生らが、イスラムの教えに背いたとして売春婦らの拉致事件を起こすなど、徐々にその行動をエスカレートさせていた。

### モスクなどへの立てこもり

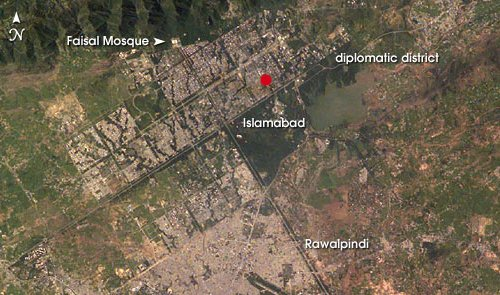
ラール・マスジドの位置

2007年7月3日、パキスタンの首都イスラマバード中心部にあるイスラム教の礼拝所モスク・ラール・マスジド（「赤いモスク」の意）周辺の政府関連施設を、このモスクに併設されているイスラム教神学校に通う学生ら150人が攻撃をくわえ、施設を守っていた治安部隊の銃を奪い隊員の一部を人質にして衝突が発生。治安部隊は催涙ガスで応戦した。この時点でパキスタン内務省の公式発表で治安部隊1人、学生4人、テレビカメラマン1人および通行人3人の死亡が確認された。また他に148人が病院に運ばれたが、大半は催涙ガスによるものとされている。

### 投降の呼びかけ
7月4日、神学生らを陰で操っているとされていたモスク最高指導者アズィーズ師は、立てこもっていたモスクから、全身が隠れる女性の外出着（ブルカ）で顔を隠しながら逃亡を図ったが、その途中で治安当局によって逮捕された。当局はこの日、モスク周辺に外出禁止令を出して包囲網を強化し、指導部や神学生らに投降するよう求めていた。同日夕方までに少なくとも1200人がこれに応じた。周辺は数キロの範囲で外出禁止令が敷かれ、ワライチ副首相は「銃弾には銃弾で応じる」と強硬姿勢で臨む構えを示した。

### 最後通告
7月7日、政府側は、同じくラール・マスジドの付属校で、モスクの北西約3キロに位置する男子マドラサ（イスラム神学校）、ジャーミヤー・ファリーディヤーを急襲して制圧し、立てこもっていた学生数十人を逮捕した。こうして政府側は徐々に包囲網を狭めるが、アズィーズ師の弟、アブドゥル・ラシード・ガーズィー師はあくまで徹底抗戦を主張。ムシャラフ大統領は「投降しなければ殺害する」として「降伏か死か」の選択を迫る事実上の最後通告を突きつける。また、政府軍は拡声器や電話でモスク側に対して投降を呼びかけるが、降伏はなかった。これを受けてムシャラフ大統領はモスクに政府軍を強行突入させる作戦を承認した。しかし、作戦承認以降もガーズィー師に改めて投降を呼びかけるなど人的被害を最小限に抑える解決策を模索し続けた。

### モスク制圧
7月10日、ムシャラフ大統領は事態の打開に向けて最終段階に入った。これまでの政府側とモスク側の衝突で少なくとも21人の死者が出ていた。午前4時（軍のスポークスマン）、SSGを先頭に政府軍がモスク敷地内に突入した。突入後、銃撃戦となり、神学生側40人と政府軍3人が死亡し、20人ほどがモスクから脱出したと見られている。4時間後の午前8時にモスクは制圧され、こうして事件は一応の解決を見たが事態は最悪の結末を迎えることとなった。

## 事件後
この事件により神学生側が73人、治安部隊側に10名の死者が出た、と事件後に発表された。指導者のガーズィー師も「ガーズィー師は神学生らによって囲まれて投降せず、銃撃戦によって死亡した」と内務省報道官によって発表された。また、同師殺害後も、生き残った学生の一部は抵抗を続けたという。
この事件は「対テロ戦争」の一環としてアメリカに協力していたムシャラフ政権に対する宗教保守派からの信頼を根底から揺るがすものになると見られている。